# Kościół św. Floriana Męczennika w Pabianicach
Kościół świętego Floriana Męczennika – rzymskokatolicki kościół parafialny należący do dekanatu pabianickiego archidiecezji łódzkiej.
Jest to murowana budowla neoromańska, jednonawowa, wzniesiona w latach 1898-1900 i pokryta blachą. Zaprojektował ją architekt Tadeusz Markiewicz. W latach 1971–1972 świątynia została rozbudowana: dobudowano do niej kaplicę. W 1900 roku kościół został poświęcony przez biskupa pomocniczego kujawsko-kaliskiego Henryka Piotra Kossowskiego.

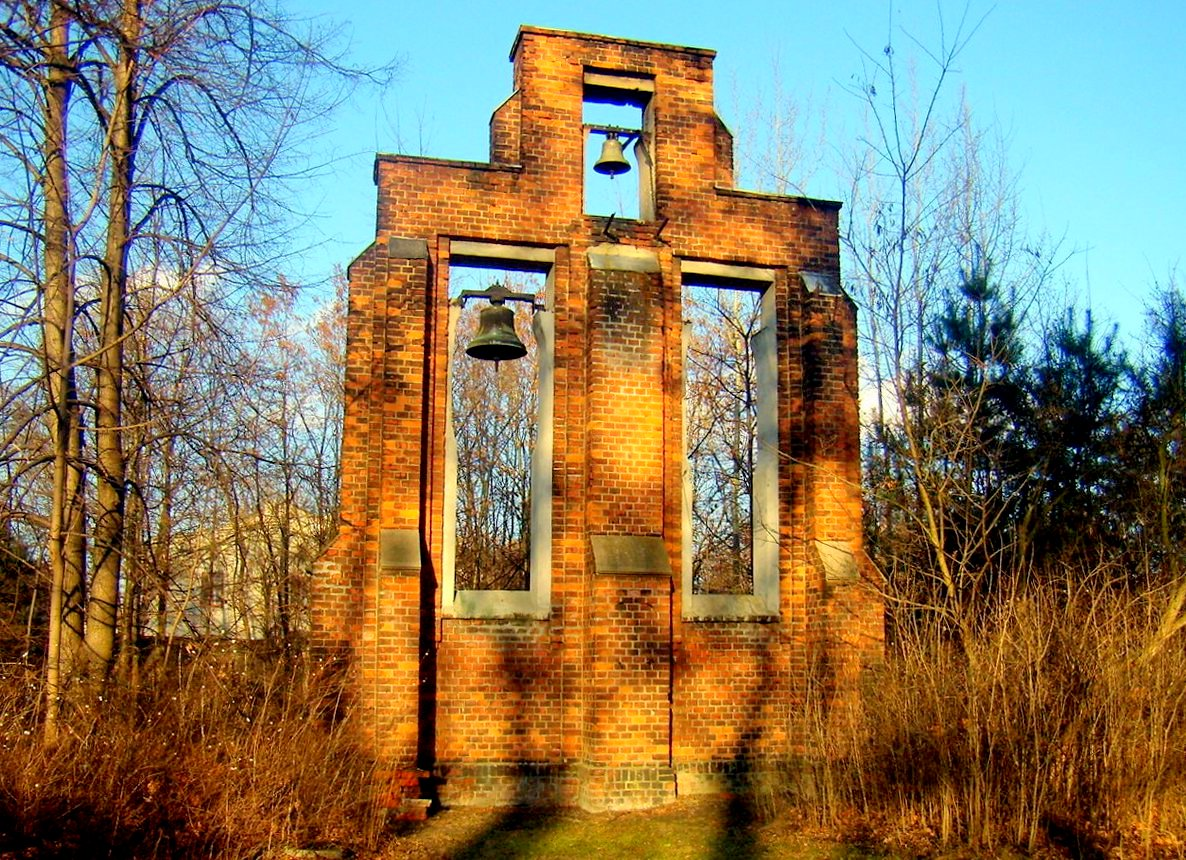
Dzwonnica

W 1903 roku w kościele został zamontowany główny ołtarz z obrazem św. Floriana i płaską figurą Niepokalanego Poczęcia Najświętszej Maryi Panny. W 1912 roku (po lewej stronie) został zamontowany boczny ołtarz z obrazem Najświętszego Serca Pana Jezusa. W 1929 roku (po prawej stronie) został zamontowany boczny ołtarz z obrazem św. Cecylii i św. Antoniego; w tym samym roku świątynia otrzymała 3 dzwony i organy. W 2004 roku został zamontowany ołtarz marmurowy i została założona posadzka marmurowa w prezbiterium. W 2005 roku wnętrze budowli zostało częściowo odrestaurowane, zostało zakupionych 7 obrazów i wyremontowano organy piszczałkowe.